# Pecksniff
I Pecksniff sono stati un gruppo musicale indie pop italiano di origini emiliane, nati a Colorno nel 1998 e divenuti noti per la loro semplicità compositiva, strumentale e d'interpretazione della musica indie; dopo il loro debutto nel 2001 con Pecksniff, hanno pubblicato altri tre album riscontrando un buon successo nella scena musicale indipendente-underground italiana.

## Storia del gruppo
(Stefano Poletti, Voce e Leader dei Pecksniff - 2005)
I Pecksniff nascono come trio nel 1998 a Colorno in provincia di Parma, dall'unione dei fratelli Stefano e Marcello Poletti, rispettivamente voce-basso e batteria, con il chitarrista Filippo Bergonzi all'insegna e ricerca di sonorità punk-hardcore dalle sfumature folk.
Dopo aver autoprodotto una serie di cassette promozionali, i Pecksniff, pubblicano il loro omonimo album d'esordio nel 2001.
Ma per la band, è il 2002 l'anno della svolta, che decide di abbandonare ll punk degli inizi per spostarsi a sonorità più tendenti al folk, alla musica indie (Twee) e quel lo-fi di matrice statunitense, sullo stile dei primi Pavement, Belle and Sebastian e Bright Eyes.
Conseguentemente avviene anche una radicale mutazione di line-up dove viene abbandonata la fisionomia del trio in favore di una più articolata orchestrina e nella quale hanno trovato posto, oltre un nuovo batterista Massimo Morini in sostituzione di Marcello Poletti, Patrizia Dall'Argine alla voce e synth, Fabrizio Battistelli al flauto e synth e Simone Sommi ai synth, dove questi ultimi tre componenti del gruppo, oltre a utilizzare i loro strumenti di esecuzione, dovranno suonare con una serie di strumenti giocattolo.
Nel 2003 esce Elementary Watson, l'album, mixato e registrato da Amerigo Verardi che fa esordire i Pecksniff nella "nuova versione", viene considerato dalla band l'album di debutto.
L'apice del successo per i Pecksniff arriva un anno dopo, nel 2004, quando pubblicano The Book Of Stanley Creep, album prodotto dalla Black Candy Records che varca i confini nazionali, distribuito in diversi paesi come Spagna, Portogallo, Gran Bretagna, Hong Kong, Canada e Giappone, e che conferma la direzione intrapresa dal gruppo verso l'indie e a discapito delle sonorità punk rock degli esordi.
Album che li accompagna come protagonisti in un tour per l'Italia 2004/2005, tra cui si ricorda la partecipazione al Rimini Rock Festival, MI AMI Festival, Musica nelle Valli, Epicentro Rock Festival, Arezzo Wave, e condiviso il palco con artisti come Isobel Campbell, Okkervil River, Sondre Lerche, Baustelle, Bandabardò, Bugo, Dente, Aidoru, Three in One Gentleman Suit, Caboto, Altro, Fine Before You Came e molti altri.
Il sodalizio con la Black Candy prosegue con Honey You're Murdering Me, album che viene pubblicato il 12 ottobre 2006 e presentato ufficialmente in live una settimana dopo nella trasmissione televisiva Larsen, programma di Futura TV dedicato alla musica indipendente. Nella stessa puntata viene trasmesso il video di Wonder Boy / Monster Land, primo singolo estratto da Honey You're Murdering Me.
Segue l'uscita del video relativo al brano Water & Whiskey che vede la partecipazione come attore di Bob Corn, e diversi live per l'Italia tra la fine del 2006, per tutto il 2007 fino al 12 gennaio 2008, al concerto live di Fucecchio (Firenze), ultima data in live e la fine di ogni attività del gruppo.
Tuttavia tre anni più tardi, il 12 marzo 2011, nella reunion organizzata nella "tana" dei Pecksniff un locale del paese d'origine, viene riconfermato Il definitivo scioglimento della band.
Nel 2013 l'album The Book Of Stanley Creep è stato inserito nella classifica di Rockit e riconosciuto nei migliori trecento album prodotti in Italia compresi tra il 1997-2012, piazzandosi al 273º posto.

## Formazione
- Stefano Poletti, voce, chitarra e basso
- Marcello Poletti, batteria (fino al 2002)
- Filippo Bergonzi, chitarra e basso
- Patrizia Dall'Argine, voce, synth e toys (dal 2002)
- Massimo Morini, batteria (dal 2002)
- Fabrizio Battistelli, flauto, synth e toys (dal 2002)
- Simone Sommi, synth e toys (dal 2002)

## Discografia

### Album Studio
- 2001 - Pecksniff  (autoprodotto · CD)
- 2003 - Elementary Watson, Merendina Records (CD)[16][17]
- 2004 - The Book Of Stanley Creep, Black Candy Records, Audioglobe - (BC004 · CD)[18][19]
- 2006 - Honey You're Murdering Me, Black Candy Records, Audioglobe - (BC019 · CD)[20]

### Singoli, demo, EP
- 1999 - Elephantastic Session (demotape)
- 1998 - Happy Burning Guy (demotape)
- 2006 - Wonder Boy / Monster Land, Black Candy Records, Audioglobe - (BC018 · Vinile 7")

### Album Live
- 2014 - Christmas with Pecksniff, Recycled Music - (R205 · webAlbum)

### Video
- 2004 - Inside of me a forest, regia di Luca Lumaca
- 2006 - Wonder Boy / Monster Land regia di Peter Facchetti
- 2006 - Water & Whiskey (autoprodotto)

### Partecipazioni a compilation
| Anno | Titolo compilation - Etichetta                                                                | Numero e titolo traccia                               |
| 1999 | Atomic Milk-Throwers - Snowdonia - (SEXXX007 · CD)                                            | 1 Barbarella VS Earth / 12 Self Addiction             |
| 2004 | Playing The Indie Game - Suiteside - (SS 010 · CD)                                            | 8 I'm A Sailor                                        |
| 2004 | Losing Today 02 - Losing Today - (LTIT 002 · CD)                                              | 15 Inside Of Me A Forest                              |
| 2004 | Ouzel Collage 2004 - Ouzel Records - (ouz29 · File, MP3)                                      | 17 The Bees Attack!                                   |
| 2006 | Breaking Down The Barriers 1995-2005, Ten Years Of Afe - Afe Records - (afe080mp3 · 391xFile) | 284 Another Song About Michelle (Alternative Version) |
| 2006 | Musicabbandonata - Recycled Music - (R039 - CDr)                                              | 19 Pacey & Dawson (inedito)                           |

## Curiosità
- Nel 2007, i Pecksniff appaiono nel video del brano Le band di Luca Carboni.[21]